# Caryer glabre
Carya glabra
Espèce
Classification phylogénétique
Le Caryer glabre ou Caryer des Pourceaux (Carya glabra), est une espèce d'arbres de la famille des Juglandaceae et du genre Carya. L’arbre est commun à l’est des États-Unis et au sud du Canada. Souvent mélangé à des chênes, il est courant dans les forêts de type oak-hickory forest.
Son fruit, mûr au début de l’automne, est essentiel pour l’alimentation de nombreux animaux sauvages et son bois est très apprécié par l’homme comme bois de chauffage.

## Habitat

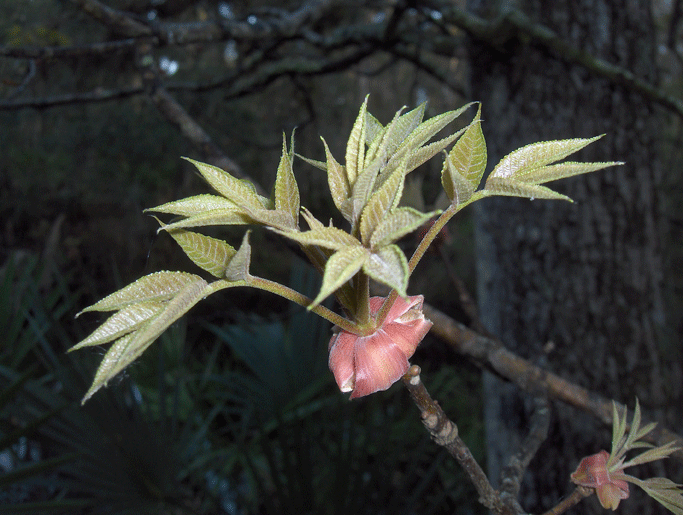
Jeunes feuilles.

L’arbre est présent sur le territoire des États-Unis et du Canada.  Au sud, l’arbre est présent du Texas à la Floride. Au nord, il est présent du Michigan jusqu’au New Hampshire ainsi que dans le sud de la province de l’Ontario au Canada. On le trouve en quantité dans les forêts des montagnes Appalaches et dans la basse vallée de la rivière Ohio.
L’arbre apprécie les climats humides. Il pousse en général sur des zones en pente plutôt sèches mais est également très présent sur des sols plus humides. On le trouve souvent dans des forêts en présence d’autres caryers, noyers et chênes. Ce type de forêt est dénommé oak-hickory forest. L’arbre a profité de la disparition rapide du Châtaignier d'Amérique (Castanea dentata) pour étendre son aire d’expansion.

## Description
Ce caryer est monoïque, il débute sa floraison au printemps (à partir de mars au sud jusqu’en juin au nord). Ses chatons mesurent de 8 à 18 cm. Ses fleurs, de coloration vert-jaune, mesurent environ 6 mm et sont positionnées sur des pédoncules. L’arbre a en général 30 ans lorsqu’il commence à porter des fruits mais sa production est optimale entre 75 et 200 ans. Son tronc est d’abord lisse mais devient craquelé avec l’âge.
Ses feuilles sont alternées et vertes, en automne les feuilles prennent une coloration jaune.
Son fruit, 2 à 7 cm de long, à la forme d’une noix avec une extrémité légèrement pointue. Mûr en automne, il est apprécié par de nombreux animaux sauvages. Entouré d’une bogue verte qui devient sèche une fois mûr, le fruit est de couleur brune. L’arbre peut atteindre une taille comprise entre 24 et 27 mètres en général mais peut atteindre jusque 37 mètres. Son tronc atteint 90 à 120 cm de diamètre à la base. Il possède une racine verticale importante et quelques racines radiales plus petites.

## Utilisation

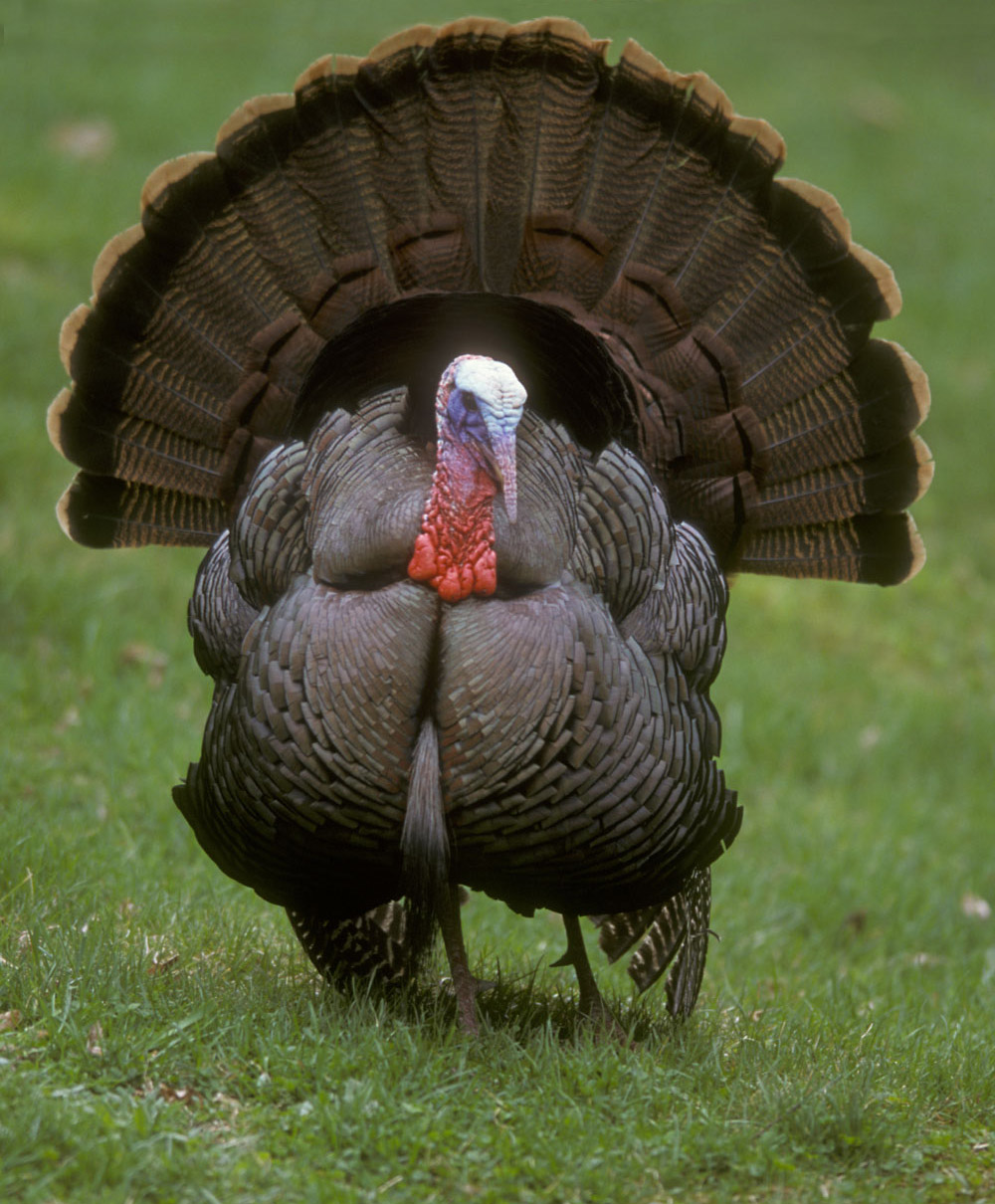
Le Dindon sauvage apprécie les fruits de l'arbre.

L’arbre est très important pour l’alimentation de nombreux animaux comme les écureuils, l’Ours noir, le Dindon sauvage et d’autres plus petits oiseaux. L’intérieur du fruit est en effet composé en grande partie de matières grasses qui donnent de l’énergie à ces animaux pour passer l’hiver. L’homme peut consommer son fruit mais la qualité gustative de celui-ci est inférieure à celles d’autres caryers dont les fruits sont plus gros.
L’homme utilise l’arbre plutôt pour en faire du bois de chauffage mais il peut également être employé pour faire des manches d’outils grâce à sa résistance élevée. Carya glabra est aussi le bois incontournable dont on fait les baguettes de batterie qui exigent des qualités de densité, d'élasticité et de résistance aux chocs.

## Variétés
On lui connaît trois variétés :
- Carya glabra var. glabra
- Carya glabra var. hirsuta
- Carya glabra var. megacarpa